# Casa Bella (Guissona)
Casa Bella és una obra del poble de Guarda-si-venes, al municipi de Guissona (Segarra) protegida com a Bé Cultural d'Interès Local.

## Descripció
Conjunt de tres edificacions de pedra. A l'edifici situat al nord s'hi accedeix des del carrer Viver. La façana principal té una portalada d'arc de mig punt adovellada. La planta primer té dues portes balconeres amb llindes de pedra i la central amb balcó de forja treballat amb motius geomètrics. A la últim plant dues obertures de proporcions quadrades. La façana lateral té una petita obertura en planta baixa i al primer pis, una porta balconera amb barana de forja i una finestra, ambdues obertures formades amb carreus de pedra. La façana posterior té una porta a la planta baixa, un balcó al primer pis i tres finestres de proporcions quadrangulars sota la coberta, igual que a la façana principal.
A l'edifici sud s'hi accedeix pel carrer Major. Té dos pisos i sotacoberta. La façana principal està arrebossada, consta de dues portes d'accés emmarcades amb carreus de pedra, tres finestres de proporcions rectangulars i un balcó. Les golfes tenen una petita obertura. La façana posterior té un arc adovellat de mig punt enrajolat i una petita finestra per damunt de la teulada.
L'últim edifici té accés des del pati posterior i consta de tres plantes. Presenta una porta en planta baixa, una finestra a la primera i ambdues amb carreus de pedra i una petita finestra sota teulada. La façana del carrer Major té dues obertures a la primera planta i dues més al pis superior semi tapiades, amb brancals i llindes de maó.
(Text procedent del POUM)